# Joseph Billig
Joseph Billig, né le 22 juin 1901 à Saint-Pétersbourg et mort le 3 janvier 1994 à Corbeil-Essonnes, est un historien juif français d'origine russe, qui participe à l'organisation du centre de documentation juive contemporaine, envoyé en mission au procès de Nuremberg. Il est l'auteur d'ouvrages de référence sur le Commissariat général aux questions juives (CGQJ) et sur l'Institut d'étude des questions juives (IEQJ).

## Biographie

### De la Russie à la France
Joseph Billig est né en 1901 en Russie, dans une famille de la bourgeoisie juive.
Après la révolution bolchévique, il se réfugie en Allemagne, où il se marie en 1928. En 1929, il soutient un doctorat en philosophie.
En mai 1932, Joseph Billig et sa mère emménagent à Paris, où ils vivent chichement tandis que Billig divorce de sa femme restée en Allemagne ; il trouve un emploi à l'Œuvre de secours aux enfants.

### Seconde Guerre mondiale
En 1939, Joseph Billig s'engage dans le 22e régiment de marche des volontaires étrangers. Blessé au combat, il est fait prisonnier et est détenu en Allemagne, dans un Kommando de prisonniers de guerre juifs. Il survit au bombardement de Dresde,.
De retour en France en 1945, à l'issue de la guerre, il apprend que sa mère, Berta Billig, a été déportée. Berta (Berthe) Billig (née Golosowker) est née le 15 décembre 1878 à Poltava. Elle est déportée par le convoi no 53 du 25 mars 1943, de Drancy vers le centre d'extermination de Sobibór, où elle est assassinée. Sa dernière adresse est au 2, rue Georges-Sorel à Boulogne (Seine),.

### Le Centre de documentation juive contemporaine
Isaac Schneersohn fonde le Centre de documentation juive contemporaine (CDJC) en avril 1943.
Les travaux du CDJC sont interrompus par l'invasion allemande de la zone italienne en septembre 1943. Les membres du CDJC se réfugient dans la clandestinité. Isaac Schneersohn et Léon Poliakov rejoignent Paris lors de l'insurrection d'août 1944. Ils réussissent à prendre possession des archives du Commissariat général aux questions juives, des archives de l'ambassade d'Allemagne à Paris, de l'état-major, et surtout du service antijuif de la Gestapo.
En 1946, Isaac Schneersohn devient président du Centre de documentation juive contemporaine (CDJC) et directeur de la Revue publiée par ce centre, jusqu'en 1969.
Joseph Billig se rend en 1945 dans les locaux du CDJC à Paris dans l'espoir de trouver des informations sur le sort qu'a connu sa mère. L'année suivante, en juin 1946, il est embauché comme « secrétaire-archiviste », pour un salaire modeste, par le CDJC.
Après le procès de Nuremberg, relate l'historien Laurent Joly, Joseph Billig se rend à Nuremberg en août 1947, avec son collègue Léon Poliakov, pour étudier les archives qui ont été compilées et qui sont désormais sous l'administration du général Telford Taylor, lequel a autorisé la venue des deux Français. Poliakov n'y demeure que trois semaines mais Billig doit y rester trois mois. Il s'emploie à identifier, trier et transmettre par voie postale au CDJC de nombreux documents — souvent des originaux — relatifs à la persécution des Juifs en France. Malgré les finances précaires du CDJC — le centre a perdu son principal financement par l'American Jewish Joint Distribution Committee — et les atermoiements d'Isaac Schneersohn, qui par deux fois veut renvoyer Billig pour des raisons financières, Billig reste à Nuremberg au-delà de la durée initiale. Jusqu'en octobre 1949, soit un total de deux ans (durant lesquels il rencontre sa future épouse), il poursuit un précieux travail d'archiviste tout en entretenant une correspondance épistolaire avec Léon Poliakov, devenu son ami, et en préparant un premier ouvrage, qui est publié en janvier 1950 par le CDJC : L'Allemagne et le génocide : Plans et réalisations nazis ; Joseph Billig est devenu historien.
En 1950, sur l'initiative de Léon Poliakov aidé par Henri Michel et Georges Wellers, Joseph Billig obtient un demi-poste financé par le Centre national de la recherche scientifique.
Il devient un spécialiste de la Shoah en France et écrit de nombreux ouvrages et articles publiés par le CDCJ. Ses apports, systématiquement fondés sur les archives, comme ceux d'autres membres du CDCJ, sont d'abord connus seulement de certains spécialistes, écrit Laurent Joly, à une époque où les thèses pétainistes et révisionnistes ont libre cours et les récits réconciliateurs et relativistes (« le bouclier et l'épée » de Robert Aron) sont populaires, avant d'être enfin repris par le monde académique et accessibles au grand public, approximativement à partir des années 1970,.
Joseph Billig prend sa retraite du CNRS en 1966 mais poursuit son travail d'historien jusque dans les années 1980. Sa retraite est maigre, d'autant qu'il a refusé les indemnités allemandes, si bien que son épouse doit reprendre un emploi. Il meurt, âgé de 92 ans, le 3 janvier 1994 à Corbeil-Essonnes,.

## Publications
- Joseph Billig (préf. Isaac Schneersohn), L'Allemagne et le génocide : Plans et réalisations nazis, Éditions du Centre, 1950, 110 p..
- Joseph Billig (préface d'Edmond Vermeil, avant-propos d'Isaac Schneersohn), Le Commissariat général aux questions juives (1941-1944), vol. 1, 2 et 3, Paris, Centre de documentation juive contemporaine, 1955-1957-1960, 392, 382 et 344 (ISBN 978-2-7071-4593-2 et 2-7071-4593-9, présentation en ligne).
- Joseph Billig et Henri Michel, L'Hitlérisme et le système concentrationnaire, Paris, Presses universitaires de France, 1967[16].
- Joseph Billig, Les Camps de concentration dans l'économie du Reich hitlérien, 1973.
- Joseph Billig, L'Institut d'étude des questions juives officine française des autorités nazies en France : inventaire commenté de la collection de documents provenant des archives de l'Institut conservés au C.D.J.C., Paris, CDJC, 1974.